# おなかのへるうた
おなかのへるうたは、阪田寛夫作詞、大中恩作曲の童謡。

## 概要
「空腹」の様子をコミカルに歌った楽曲。NHKの『みんなのうた』などで放送された。
初出は、カワイ楽譜の雑誌『チャイルドコーナー』1960年10月号（創刊号）。
『みんなのうた』では1962年8月 - 9月に放送。歌はフレーベル少年合唱団。放送ではイントロ部が大幅に変更、2番有る歌詞をもう一回歌い、交響曲風の間奏が加えられた。映像は石川雅也製作による静止画像。水星社から発刊された楽譜集「みんなのうた・2」には映像の一部が掲載されている。
当初、NHKが歌詞中の「かあちゃん」が童謡に相応しくない下品な表現だとして採用を見送ったため、「おかあさま」など上品な言葉への変更が検討された。ちなみに、阪田家の子供は両親を「とうちゃん」「かあちゃん」と呼んでいた。
2015年10月 - 11月には、ラジオのみで実に53年ぶりの再放送。6年後の2021年7月にも再放送される。

## 録音した歌手
- 水谷玲子
- 森みゆき
- 坂田おさむ
- 中田順子
- タンポポ児童合唱団
- ひばり児童合唱団
- 田中星児 - 『NHKテレビ「うたのえほん」うたのおにいさん』（1972年、ビクター JBX-10）収録。
- ドリーミング（初出は1991年発売『アンパンマンがえらんだこどものうた〜おつかいありさん』）
- 速水けんたろう（けんたろうとミクのワイワイキッズより）
- グッチ裕三とグッチーズ（ハッチポッチステーションより）
- ファースト・アカデミー（1999年発売『みんなのどうよう 3』（KEEP/日本クラウン FGS-304/2008年の再発盤はMCD-272）収録）
- 野原しんのすけ（声優：矢島晶子）（2001年発売『クレヨンしんちゃん「どうよう きけばぁ〜」』収録）